# 劉鶴年
劉鶴年（1470年—？年），字惟新，號雲皋，四川重慶府巴縣柳市里人，明朝政治人物。

## 生平
治《易經》，行一，由國子生中式弘治十四年（1501年）辛酉科四川鄉試第三名舉人，年三十九歲中式正德三年（1508年）戊辰科會試第二百五名，第二甲第四十四名進士。初授戶部主事，遷兵部郎中，正德十一年（1516年）三月升雲南布政司右參議，十六年正月再遷雲南布政司右參政。授山西提學，校士公明廉謹，不妄受一錢，廉正剛方，毀淫祠數百區，滇人悅服。卒祀鄉賢。

## 家族
曾祖劉剛，驿丞。祖劉規，监察御史封侍讲学士。父劉相。母贺氏。重庆下，弟劉彭年（贡士）、大年、嘉年、延年、光祖、继祖、萬年。子劉起元，以孫劉世曾官贈都察院右副都御史。